# Сатьяграха
Сатьяграха (санскр. सत्याग्रह, прагнення до істини) — в Індії в період британського колоніального панування, тактика ненасильницької боротьби за незалежність у двох формах: неспівробітництва та громадянської непокори.
Розроблена М. Ґанді на початку ХХ ст. Основна ідея — в прагненні впливати на розсудливість і совість супротивника через:
- відмову від насильства;
- готовність переносити біль і страждання.

Метою сатьяграхи є перетворення суперника в союзника та друга. Вважається, що звертання до совісті ефективніше, ніж погрози та насильство. Згідно з теорією Ганді, насильство рано чи пізно призводить до збільшення насильства, ненасильство ж перериває спіраль зла й уможливлює перетворення ворога в однодумця. Ганді розглядав сатьяграху не як зброю слабких, а навпроти, як зброю найсильніших духом.